# Andravida
Andravida (in greco Ανδραβίδα?) è un ex comune della Grecia nella periferia della Grecia Occidentale (unità periferica dell'Elide) con 4.309 abitanti secondo i dati del censimento 2001.

## Storia

### Capitale del principato di Acaia
Andravida fu nel XIII secolo la capitale del principato di Acaia, parte dell'Impero latino di Costantinopoli. Fu governato soprattutto da cavalieri della Francia nordorientale e delle Fiandre meridionali dopo che a inizio secolo la quarta crociata aveva sottratto il controllo di Costantinopoli all'Impero bizantino. In quel periodo fu fondata Clarenza, la moderna Kyllini, e la grande fortezza di Chlemoutsi.
Fino alla fine del secolo, i franchi costruirono nella zona altri castelli difensivi e operarono diversi interventi architettonici in stile gotico sulle preesistenti strutture bizantine. In città fu costruita a quel tempo anche la cattedrale di Santa Sofia, affidata al vescovo di Oleno, della quale rimangono le rovine dell'estremità orientale. Nel 1278 il ducato passò agli Angioini di Napoli ed ebbe fine nel 1427 con la sua conquista da parte dei Greci, ai quali subentrarono i Turchi nel 1460.

### Andravida moderna
Il comune di Andravida è stato soppresso a seguito della riforma amministrativa, detta programma Callicrate, in vigore dal gennaio 2011 Il suo territorio e quello delle vicine Kastro-Kyllini, Lechaina e Vouprasia sono ora compresi nel comune di Andravida-Kyllini.

## Località
Andravida è suddiviso nelle seguenti comunità:
- Andravida
- Stafidokampos
- Strousi